# Superpuchar Turcji w piłce siatkowej mężczyzn (2020)
Superpuchar Turcji w piłce siatkowej mężczyzn 2020 (oficjalnie 2020 Erkekler AXA Sigorta Şampiyonlar Kupası) – jedenasta edycja rozgrywek o Superpuchar Turcji zorganizowana przez Turecki Związek Piłki Siatkowej (Türkiye Voleybol Federasyonu). Mecz rozegrany został 8 września 2020 roku w Cengiz Göllü Voleybol Salonu w Bursie. Ze względu na fakt, że w sezonie 2019/2020 nie został wyłoniony ani mistrz Turcji, ani zdobywca Pucharu Turcji, w meczu o superpuchar wzięły udział dwie najlepsze drużyny fazy zasadniczej AXA Sigorta Efeler Ligi, tj. Fenerbahçe HDI Sigorta oraz Arkas Spor Izmir.
Po raz czwarty zdobywcą Superpucharu Turcji został klub Fenerbahçe HDI Sigorta. MVP spotkania wybrany został Kubańczyk Salvador Hidalgo Oliva.

## Drużyny uczestniczące
| Drużyna                | Osiągnięcia w sezonie 2019/2020                        |
| ---------------------- | ------------------------------------------------------ |
| Fenerbahçe HDI Sigorta | 1. miejsce w fazie zasadniczej AXA Sigorta Efeler Ligi |
| Arkas Spor Izmir       | 2. miejsce w fazie zasadniczej AXA Sigorta Efeler Ligi |

## Mecz
Wtorek, 8 września 2020 – 19:00 (UTC+3) • Cengiz Göllü Voleybol Salonu, Bursa
Widzów: 50
Czas trwania meczu: 122 minuty
Sędziowie: Sadettin Deneri i Yasin Okumuş
| Fenerbahçe HDI Sigorta        | 3:1                                 | Arkas Spor Izmir             |
| Salvador Hidalgo Oliva 26 pkt | (25:15, 20:25, 25:20, 25:20) raport | Ramazan Efe Mandıracı 22 pkt |

| Poz.                 | Nr | Zawodnik                | 1        | 2           | 3        | 4           | 5 | Pkt |
| -------------------- | -- | ----------------------- | -------- | ----------- | -------- | ----------- | - | --- |
| R                    | 1  | Ulaş Kıyak              | 4 jeden  | 9 sześć     | 8 pięć   | 8 pięć      |   | 4   |
| Ś                    | 3  | Graham Vigrass          | 6 trzy   | 5 dwa       | 4 jeden  | 4 jeden     |   | 8   |
| P                    | 4  | Nicholas Hoag           | 5 dwa    | 4 jeden     | 9 sześć  | 9 sześć     |   | 17  |
| Ś                    | 10 | Emre Batur              | 9 sześć  | 8 pięć      |          | 23 zmiana14 |   | 6   |
| P                    | 13 | Salvador Hidalgo Oliva  | 8 pięć   | 7 cztery    | 6 trzy   | 6 trzy      |   | 26  |
| A                    | 15 | Metin Toy               | 7 cztery | 6 trzy      | 5 dwa    | 5 dwa       |   | 7   |
| L                    | 5  | Hasan Yeşilbudak        | L        | L           | L        | L           |   |     |
| Zmiany               |    |                         |          |             |          |             |   |     |
| Ś                    | 14 | Hasan Sıkar             |          | 19 zmiana10 | 7 cztery | 7 cztery    |   | 3   |
| Nie weszli na boisko |    |                         |          |             |          |             |   |     |
| R                    | 2  | Caner Pekşen            |          |             |          | 4 pusty     |   |     |
| P                    | 8  | İzzet Ünver             |          |             |          | 4 pusty     |   |     |
| Ś                    | 9  | Halil İbrahim Kurt      |          |             |          | 4 pusty     |   |     |
| P                    | 11 | Taha Erden              |          |             |          | 4 pusty     |   |     |
| A                    | 12 | Arinze Kelvin Nwachukwu |          |             |          | 4 pusty     |   |     |
| L                    | 18 | Ahmet Karataş           |          |             |          | 4 pusty     |   |     |
| Trener               |    |                         |          |             |          |             |   |     |
| Erkan Toğan          |    |                         |          |             |          |             |   |     |

| Poz.                 | Nr | Zawodnik              | 1        | 2        | 3          | 4          | 5 | Pkt |
| -------------------- | -- | --------------------- | -------- | -------- | ---------- | ---------- | - | --- |
| A                    | 1  | Ramazan Efe Mandıracı | 7 cztery | 7 cztery | 7 cztery   | 6 trzy     |   | 22  |
| P                    | 4  | Baturalp Burak Güngör | 5 dwa    | 5 dwa    | 5 dwa      | 4 jeden    |   | 13  |
| Ś                    | 8  | Mert Matıç            | 9 sześć  | 9 sześć  | 9 sześć    | 8 pięć     |   | 7   |
| R                    | 9  | Jay Blankenau         | 4 jeden  | 4 jeden  | 4 jeden    | 9 sześć    |   | 1   |
| Ś                    | 10 | Mustafa Koç           | 6 trzy   | 6 trzy   | 6 trzy     | 5 dwa      |   | 3   |
| P                    | 11 | Yiğit Gülmezoğlu      | 8 pięć   | 8 pięć   | 8 pięć     | 7 cztery   |   | 12  |
| L                    | 13 | João Paulo Bravo      | L        | L        | L          | L          |   |     |
| Zmiany               |    |                       |          |          |            |            |   |     |
| P                    | 14 | Mirza Lagumdzija      |          |          | 18 zmiana9 | 18 zmiana9 |   |     |
| A                    | 17 | Julien Winkelmuller   |          |          |            | 17 zmiana8 |   |     |
| Nie weszli na boisko |    |                       |          |          |            |            |   |     |
| R                    | 2  | İlker Esin            |          |          |            | 4 pusty    |   |     |
| L                    | 5  | Burak Çevik           |          |          |            | 4 pusty    |   |     |
| Ś                    | 7  | Osman Çağatay Durmaz  |          |          |            | 4 pusty    |   |     |
| P                    | 12 | Umut Durur            |          |          |            | 4 pusty    |   |     |
| Ś                    | 20 | Mustafa Cengiz        |          |          |            | 4 pusty    |   |     |
| Trener               |    |                       |          |          |            |            |   |     |
| Glenn Hoag           |    |                       |          |          |            |            |   |     |

## Statystyki meczowe
| FEN | STATYSTYKI        | ARK |
| 95  | MAŁE PUNKTY       | 80  |
| 57  | ATAK              | 47  |
| 9   | BLOK              | 9   |
| 5   | SERWIS            | 2   |
| 24  | BŁĘDY PRZECIWNIKA | 22  |

## Ustawienie wyjściowe drużyn
| Kıyak Hoag Vigrass Toy Oliva Batur Yeşilbudak Blankenau Güngör Koç Mandıracı Gülmezoğlu Matıç Bravo |